# Nhà thờ lớn Ulm
Ulm Minster (tiếng Đức: Ulmer Münster, là một nhà thờ Công giáo tọa lạc tại thành phố Ulm của Đức. Mặc dù đôi khi được gọi là Nhà thờ chính tòa Ulm vì kích thước lớn của nó, nhưng Ulm không phải là một nhà thờ chính tòa thực sự, vì nó chưa bao giờ có tòa giám mục.
Ulm Minster là một ví dụ nổi tiếng của kiến trúc nhà thờ kiểu Gothic. Cũng giống như nhà thờ Kölner, cũng bắt đầu trong thời kỳ kiến trúc Gothic, Ulm Minster đã không hoàn thành cho đến thế kỷ 19. Đây là nhà thờ cao nhất thế giới, và là cấu trúc cao nhất được xây dựng trước thế kỷ 20, với một tháp chuông đo 160,9 mét (528 ft).